# 受託
受託（じゅたく）とは、頼まれて、業務を引き受けること。業務委託、委託を受けること。
請負も受託であるが、契約という点では委任または準委任同様、契約の目的として
受託者は委託業務を処理することとされ、一定成果を出すことは、義務ではない。また委託者に対し善管注意義務を負い、委託者に対し、原則、受託した業務を履行した後、報酬の請求や費用の償還が出来、委託者および受託者双方どちらからでも契約を解除できることとなっている。なお、当事者の一方が相手方に不利な時期に契約解除を行ったとき、相手方に対し損害賠償義務を負うが、請負と違い瑕疵担保責任はなく、委託者から請求があるとき、いつでも受託した業務の処理の状況を報告し、業務が終了した後は、遅滞なくその経過及び結果を報告する必要がある。
受託をつかった用法では民間受託、法定受託事務、運行受託、受託訓練や指定管理受託、医薬品産業における研究製造業務受託サービスや医薬品開発業務受託機関、パソコン受託生産、駅業務受託、受託者賠償責任保険、土木工事等の受託、受託収賄
などがある。